# Tallis Kuresa

a Compétitions nationales et continentales officielles uniquement.

Dernière mise à jour le 23 octobre 2023.
Tallis Kuresa, née le 2 janvier 1995 en Nouvelle-Zélande, est une joueuse française de rugby à XV et à XIII. Internationale à XIII, elle évolue dans cette discipline au Rugby club Bègles XIII et à XV au poste de troisième ligne centre avec les Lionnes du Stade bordelais.
Avec ce club elle est championne de France en 2024.

## Biographie
Tallis Kuresa naît le 2 janvier 1995 à Auckland ou à Wellington, d'un père d'origine samoane. Elle grandit en Nouvelle-Zélande, qu’elle quitte à l’âge de 15 ans pour la France.
Passée par l'US Nérac en cadette, où elle évolue aux postes de troisième ligne avant de migrer vers les lignes arrières, elle joue ensuite à XIII au club de Bègles et à XV au Stade bordelais.
Le quotidien Sud Ouest lui décerne un Oscar du sport, catégorie Universitaires, en décembre 2021.
Elle honore sa première sélection en équipe de France en 2021, et dispute en 2022 la coupe du monde de rugby à XIII, affrontant notamment l’équipe nationale de son pays natal, mais sans pouvoir se qualifier pour les phases finales. L’année suivante elle participe à un match contre l’Angleterre.
En 2024 elle contribue à la reconquête du titre par le Stade bordelais après avoir participé à onze des treize rencontres du championnat 2023-2024,. Elle quitte son club pour la saison 2024-2025 et s'intègre dans l'effectif du Stade rochelais. 
Parallèlement à sa carrière sportive, Tallis Kuresa a étudié en STAPS à l’université de Bordeaux de 2018 à 2020[source insuffisante].

## Palmarès

### En équipe nationale
- 2023 : championne du monde universitaire de rugby à sept lors d’une compétition organisée par l’université de Bordeaux[12].

### En club
- 2022 : championne de France Élite 2 avec les Lionnes du Stade bordelais[1].
- 2024 : championne de France Élite 1 avec le Stade bordelais.